# Barmbrack
Le barmbrack (en irlandais : bairín breac), souvent abrégé brack, est un pain auquel on ajoute des raisins secs. Ce pain est associé à Halloween en Irlande, où un objet (souvent une bague) est placé à l'intérieur du pain, la personne qui le reçoit étant considérée comme chanceuse.

## Étymologie
Il est parfois appelé bairín breac, et le terme est également utilisé comme deux mots dans sa version la plus courante. Cela peut provenir du mot irlandais bairín - un pain - et breac - moucheté (en raison des raisins secs qu'il contient), ce qui signifie littéralement un « pain moucheté » (une étymologie similaire à celle du gallois bara brith).
D'autres origines de barm pourraient être liées à l'utilisation de l'écume de la bière fermentée, qui est une forme de levure appelée barm. Celle-ci était utilisée à la place du bicarbonate de soude dans les pâtisseries, car elle n'était pas largement disponible en Irlande avant le début du XIXe siècle.

## Description
Généralement vendu sous forme de rondelles aplaties, il est souvent servi grillé avec du beurre, accompagné d'une tasse de thé. La pâte est plus sucrée que le pain de mie, mais pas aussi riche qu'un gâteau, et les sultanines et les raisins secs ajoutent de la saveur et de la texture au produit final. Dans la plupart des recettes, les fruits secs sont trempés toute la nuit dans du thé froid ou du whisky,,.

## Tradition d'Halloween
Le barmbrack est au centre d'une coutume irlandaise d'Halloween. Ces pains pouvaient être décorés sur le dessus avec des animaux ou des oiseaux. Le brack de Halloween contenait traditionnellement divers objets cuits dans le pain et était utilisé comme une sorte de jeu de voyance. Dans le brack se trouvaient : un petit pois, un bâton, un morceau de tissu, une petite pièce de monnaie (à l'origine un six-pence en argent), un anneau et un haricot. Chaque article, lorsqu'il était reçu dans la tranche, était censé avoir une signification pour la personne concernée : le pois, la personne ne se marierait pas cette année-là ; le bâton, aurait un mariage malheureux ou serait continuellement en conflit ; le tissu ou le chiffon, porterait malheur ou serait pauvre ; la pièce de monnaie, jouirait de la bonne fortune ou serait riche ; la bague, se marierait dans l'année ; et le haricot, aurait un avenir sans argent. Parmi les autres articles ajoutés à la braque, on trouve un médaillon, généralement de la Vierge Marie, pour symboliser le fait d'avoir suivi une vocation religieuse, bien que cette tradition ne soit plus très répandue de nos jours,.